# ディオゴ・フィルミーノ
フィルミーノ（Firmino）こと、ディオゴ・フィルミーノ・ダ・シルヴァ・フェルナンデス（Diogo Firmino da Silva Fernandes 、1996年11月24日 - ）は、ポルトガル・フンシャル出身のプロサッカー選手。CSマリティモB所属。ポジションは、フォワード。